# Jay Ryan (attore)
Jay Ryan, all'anagrafe Jay Bunyan (Auckland, 29 agosto 1981), è un attore neozelandese.

## Biografia
Inizia a recitare da bambino, prima prendendo parte ad uno spot pubblicitario che reclamizzava spaghetti e successivamente esibendosi in varie produzioni scolastiche. Inizia a recitare seriamente attorno agli otto anni, muovendo i primi passi nei musical teatrali, prende parte alla produzione di Oliver! del The Playhouse Theatre e recita nel ruolo del Principe Chululongkorn in The King and I. All'età di 16 anni ottiene la parte di Augustus Gloop in una produzione teatrale di Charlie & The Chocolate Factory.

## Carriera
Nel 1998 ottiene il suo primo ruolo televisivo, partecipando ad un episodio di Young Hercules, in seguito prende parte anche a un episodio di Xena - Principessa guerriera. Nello stesso anno diviene noto in Australia grazie al ruolo di Jake Scully nella soap opera Neighbours, ruolo che ha interpretato fino al 2005.
Dal 2007 al 2009 ha interpretato il ruolo di Billy "Spider" Webb nella serie televisiva Sea Patrol. Negli anni seguenti ha partecipato alla serie australiana Offspring e alla serie neozelandese Go Girls, mentre negli Stati Uniti ha partecipato ad alcuni episodi di Terra Nova.
Nel 2012 viene scelto come protagonista, al fianco di Kristin Kreuk, della serie TV di The CW Beauty and the Beast. Mantiene il ruolo di Vincent Keller fino alla fine delle 4 stagioni dello show, le cui riprese si sono concluse nell'autunno 2015.
Nell'aprile 2016 ottiene il ruolo del detective Ben Wesley nella serie TV canadese Mary Kills People: la prima stagione è già andata in onda negli Stati Uniti nella primavera 2017, mentre le riprese della seconda stagione sono terminate nell'ottobre 2017.
Da aprile a luglio 2017 ha recitato il ruolo del Sgt Collins nella serie TV Australiana "Fighting Season", attualmente in post-produzione.
Nel maggio 2018 è stato scelto per interpretare Ben Hanscom da adulto in It - Capitolo due regia di Andrés Muschietti.

## Vita privata
Nel 2013 Jay è diventato papà di Eve, nata da una lunga relazione con la scrittrice Dianna Fuemana.

## Filmografia

### Cinema
- Lou, regia di Belinda Chayko (2010)
- It - Capitolo due (It: Chapter Two), regia di Andrés Muschietti (2019)
- The Furnace, regia di Roderick MacKay (2020)

### Televisione
- Young Hercules – serie TV, episodio 1x08 (1998)
- Xena - Principessa guerriera (Xena: Warrior Princess) – serie TV, episodio 5x01 (1999)
- Being Eve – serie TV, 13 episodi (2002)
- Inferno di fuoco (Superfire), regia di Steven Quale – film TV (2002)
- The Tribe – serie TV, episodi 4x38-4x39 (2002)
- Neighbours – serial TV, 173 episodi (2002-2005)
- You Wish! - Attenzione ai desideri (You Wish!), regia di Paul Hoen – film TV (2003)
- Interrogation – serie TV, episodi 1x01-1x02-1x12 (2005)
- Sea Patrol – serie TV, 39 episodi (2007-2009)
- Go Girls – serie TV, 46 episodi (2009-2012)
- La spada della verità (Legend of the Seeker) – serie TV, episodio 2x20 (2010)
- Offspring – serie TV, 6 episodi (2011)
- Terra Nova – serie TV, episodi 1x06-1x08-1x11 (2011)
- Beauty and the Beast – serie TV, 70 episodi (2012-2016)
- Top of the Lake - Il mistero del lago (Top of the Lake) – serie TV, 6 episodi (2013)
- Mary Kills People – serie TV, 18 episodi (2017-2019)
- Fighting Season – miniserie TV, 6 puntate (2018)
- North of North – serie TV (2025)

## Doppiatori italiani
Nelle versioni in italiano delle opere in cui ha recitato, Jay Ryan è stato doppiato da:
- Federico Zanandrea in Sea Patrol
- Fabio Boccanera in Beauty and the Beast
- Walter Rivetti in Mary Kills People
- Gianfranco Miranda in It - Capitolo due